# Episodi di Haven (terza stagione)
La terza stagione della serie televisiva Haven, composta da 13 episodi, è stata trasmessa in prima visione assoluta negli Stati Uniti dal canale via cavo Syfy dal 21 settembre 2012 al 17 gennaio 2013.
Il 12º episodio della stagione, Reunion, inizialmente programmato per il 14 dicembre 2012, è stato posticipato da Syfy al seguente 17 gennaio 2013 poiché contenente scene di violenza all'interno di una scuola superiore; ciò è avvenuto in segno di solidarietà per le vittime del massacro alla Sandy Hook Elementary School, consumatosi a Newtown lo stesso giorno in cui sarebbe dovuto andare in onda l'episodio.
In Italia la stagione è stata trasmessa in prima visione in chiaro da Rai 4 dal 12 ottobre al 16 novembre 2013.
| nº | Titolo originale        | Titolo italiano               | Prima TV USA      | Prima TV Italia  |
| -- | ----------------------- | ----------------------------- | ----------------- | ---------------- |
| 1  | 301                     | 301                           | 21 settembre 2012 | 12 ottobre 2013  |
| 2  | Stay                    | Restare                       | 28 settembre 2012 | 12 ottobre 2013  |
| 3  | The Farmer              | Organi                        | 5 ottobre 2012    | 19 ottobre 2013  |
| 4  | Over My Head            | Sulla mia testa               | 12 ottobre 2012   | 19 ottobre 2013  |
| 5  | Double Jeopardy         | Giustizia                     | 19 ottobre 2012   | 26 ottobre 2013  |
| 6  | Real Estate             | La casa                       | 26 ottobre 2012   | 26 ottobre 2013  |
| 7  | Magic Hour (Part 1)     | Prima del tramonto (1ª parte) | 2 novembre 2012   | 2 novembre 2013  |
| 8  | Magic Hour (Part 2)     | Prima del tramonto (2ª parte) | 9 novembre 2012   | 2 novembre 2013  |
| 9  | Sarah                   | Sarah                         | 16 novembre 2012  | 9 novembre 2013  |
| 10 | Burned                  | Bruciati                      | 30 novembre 2012  | 9 novembre 2013  |
| 11 | Last Goodbyes           | L'ultimo addio                | 7 dicembre 2012   | 16 novembre 2013 |
| 12 | Reunion                 | La rimpatriata                | 17 gennaio 2013   | 16 novembre 2013 |
| 13 | Thanks for the Memories | Grazie per i ricordi          | 17 gennaio 2013   | 16 novembre 2013 |

## 301
- Titolo originale: 301
- Diretto da: Lee Rose
- Scritto da: Jonathan Abrahams

### Trama
Audrey viene rapita da un misterioso individuo che cerca di avere informazioni su Colorado Kid. Quando la donna riesce a liberarsi, cerca di sapere anch'ella di più del ragazzo chiedendo informazioni a Vince e Dave, i due fratelli titolari del giornale locale. Non rassicurata dalle spiegazioni avute fa dissotterrare la tomba di Colorado Kid che viene rinvenuta vuota con una scritta incisa sulla cassa di legno proprio dalla stessa Audrey, quando 27 anni prima era a Haven nei panni di Lucy.

## Restare
- Titolo originale: Stay
- Diretto da: Shawn Piller
- Scritto da: Matt McGuiness

### Trama
Haven viene invasa da uomini nudi affamati e aggressivi che sembrano cavernicoli. Mentre Duke indaga su chi è il misterioso "Cacciatore" che era emerso dalla scritta sulla tomba di Colorado Kid, Audrey e Nathan scoprono che molti uomini sono assiepati in una fattoria: ricercando dov'è il "Problema", scoprono che il proprietario della fattoria aveva portato il proprio cane, affetto da rabbia, dal veterinario per un'iniezione mortale. L'uomo aveva sempre trattato male il cane, a differenza del figlio. Grazie anche ad una psichiatra giunta in città per aiutare Audrey dopo il rapimento, si scopre che gli uomini sono in realtà i cani presenti dall'accalappiacani della città. Quando il fattore tratta in modo umano il cavernicolo che ha di fronte a sé, gli uomini ridiventano cani.
Da un vecchio giornale locale, Duke scopre che il "Cacciatore" non è una persona, bensì una tempesta di meteoriti che si scatena ogni 27 anni nella costellazione di Orione. A intervalli ciclici, la scomparsa di Audrey (e prima di lei, di Lucy e tutte le altre) avviene in concomitanza con l'arrivo della tempesta del Cacciatore. Duke avvisa Audrey che la prossima è prevista tra due mesi.

## Organi
- Titolo originale: The Farmer
- Diretto da: T. W. Peacocke
- Scritto da: Sam Ernst & Jim Dunn

## Sulla mia testa
- Titolo originale: Over My Head
- Diretto da: Rob Lieberman
- Scritto da: Gabrielle Stanton

### Trama
Una donna bionda viene aggredita mentre preleva da uno sportello automatico: il corpo viene trovato scalpato e l'aggressore, come rivelano le telecamere, porta il tatuaggio di Haven sul braccio. Nathan ed Audrey, visti i precedenti omicidi, propendono per un serial killer che prende trofei dai corpi delle vittime. Nel frattempo, una serie di omicidi sconvolgono la cittadina e in tutti i casi sembra esserci di mezzo l'acqua. Audrey ha una visione di Colorado Kid, ai tempi in cui era Lucy e Nathan, per poterla aiutare, si mette in contatto con Jordan, avvenente barista che fa parte delle "persone tatuate": secondo Vince e Dave infatti, queste persone fanno parte di una setta chiamata "la Guardia", che da generazioni controlla e aiuta le persone con i Problemi di Haven. Gli omicidi dell'acqua intanto vengono risolti, anche grazie a Duke (che vuole dimostrare ai due agenti di non essere un assassino): una donna con Problemi, precipitata con l'auto a ridosso dell'oceano, è infatti incastrata tra le lamiere e i suoi incubi erano diventati realtà.

## Prima del tramonto (1ª parte)
- Titolo originale: Magic Hour (part I)
- Diretto da: Paul Fox
- Scritto da: Shernold Edwards

### Trama
Audrey parte in Colorado accompagnata da Duke per cercare informazioni su James Coogan, alias Colorado Kid e qui scopre che James era figlio di Sara (Audrey in una precedente vita). Nathan e Tommy indagano nel frattempo su un racket di estorsioni legato alla possibilità/problema di due sorelle di far rivivere le persone appena morte, se resuscitate prima del tramonto. Durante le indagini Nathan acquisisce indizi che lo inducono a ritenere che Tommy sia il killer della pistola captiva ma Tommy se ne accorge e gli spara uccidendolo.

## Prima del tramonto (2ª parte)
- Titolo originale: Magic Hour (part II)
- Diretto da: Paul Fox
- Scritto da: Sam Ernst & Jim Dunn

### Trama
Audrey e Duke, tornati ad Haven riescono a riportare in vita Nathan sfruttando il problema delle due sorelle. Nel frattempo Dave e Vince scoprono che il Killer aveva usato come proprio rifugio il loro capanno di pesca e vi si recano ma qui trovano Tommy che li fa prigionieri e cerca di carpire loro informazioni su dove sia Colorado Kid e sul fienile. Nel mentre sopraggiungono Audrey e Nathan e Tommy riesce a dileguarsi con una barca ma quest'ultima esplode.

## Sarah
- Titolo originale: Sarah
- Diretto da: Stephen Reynolds
- Scritto da: Nora Zuckerman & Lilla Zuckerman

### Trama
Duke viene catapultato nel 1955 a causa di un "problema". Riesce ad "avvisare" Audrey e Nathan di questo fatto ma anche Nathan viene proiettato nello stesso passato. Qui, mentre Duke comprende meglio la storia della propria famiglia incontrando suo nonno da giovane, Nathan incontra Sarah ed in un momento fugace concepiscono colui che sarà James alias Colorado Kid. Dopo varie peripezie e rischiando di cambiare il futuro riescono a tornare al presente.

## Bruciati
- Titolo originale: Burned
- Diretto da: TW Peacocke
- Scritto da: Charles Ardal

### Trama
Nel bosco viene trovato il corpo sepolto di Tommy, il detective di Boston, da cui si constata che il killer della pistola captiva aveva preso il suo posto da subito. "La guardia" cerca di strumentalizzare una bambina avente il "problema" di poter far fare alle persone ciò che vuole al fine di forzare Audrey controllando Nathan, in quanto lei è immune ai problemi ma legata a Nathan sentimentalmente. Si viene così a sapere dell'esistenza del "fienile", un luogo in cui se Audrey dovesse entrare, i problemi scomparirebbero per 27 anni. Analizzando i resti di Tommy si risale al rifugio del killer captivo: Audrey e Nathan lo esplorano e dai resti dei corpi deducono che egli è ancora vivo, è un "mutaforme" ed indossa la pelle degli individui che uccide.

## L'ultimo addio
- Titolo originale: Last Goodbyes
- Diretto da: Steven A. Adelson
- Scritto da: Brian Millikin, Shernold Edwards

### Trama
Audrey si sveglia e si reca al lavoro ma si accorge presto che tutti gli abitanti di Haven sono svenuti; vagando per la città incontra un solo uomo ancora cosciente, che però ha perso la memoria. Faticosamente Audrey ricostruisce le azioni dell'uomo, che si chiama Will ed è un coach di pallacanestro giovanile. Nel frattempo, in flashback, viene mostrato il giorno precedente, in cui si erano svolte ancora le ricerche sul killer della pistola captiva: era stato un giorno di interrogatori, in cui tutti i protagonisti erano sospettati. Audrey e Claire avevano scagionato tutti. Tornati al presente, Audrey sospetta che perfino Will sia il killer, ma poi deve ricredersi: portato di fronte al corpo di una delle vittime non ancora identificate, Will riconosce la propria ragazza e riacquista parte della memoria. Audrey apprende così che anch'egli è una vittima del killer, in coma da due mesi dopo l'aggressione in cui la sua ragazza era stata uccisa. Il Problema di Will - che ha mandato in coma tutta Haven - si è innescato il giorno prima, quando i suoi fratelli hanno deciso di staccare l'apparecchiatura che lo teneva in vita. Messo dinnanzi alla cosa, Will decide di tornare sul luogo dove si era risvegliato e ritorna subito in coma, risvegliando l'intera Haven. Audrey comprende che non può rassegnarsi all'idea di un lungo addio, ma deve lottare per rimanere nel suo mondo. Alla sera, mentre è con Claire a rivedere la documentazione sul caso del killer, Audrey sospetta della collega, che si rivela essere il mutaforma ricercato da settimane.

## La rimpatriata
- Titolo originale: Reunion
- Diretto da: Lee Rose
- Scritto da: Gabrielle Stanton

## Grazie per i ricordi
- Titolo originale: Thanks for the Memories
- Diretto da: Shawn Piller
- Scritto da: Sam Ernst, Jim Dunn

### Trama
Nathan e Duke arrivati a casa di Audrey scoprono che è stata rapita da Arla Cogan e, dopo l'ennesimo litigio, iniziano a cercarla. Audrey e Arla durante il cammino che le porta al fienile ritrovano l'agente Howard, il quale spiega loro che James è uscito dal fienile proprio nel momento in cui è ricomparso ad Haven. Mentre Arla si mette alla ricerca di James, Howard inizia a spiegare ad Audrey cos'è il fienile. Il fienile effettivamente porrà fine a tutti i problemi di Haven, ma questo accadrà soltanto se Audrey vi entrerà di sua spontanea volontà. Se dovesse rifiutarsi, la tempesta di meteoriti distruggerà l'intera città molto presto. Pochi istanti dopo Nathan e Duke ritrovano Audrey, ma sia il fienile che Howard scompaiono nuovamente. Subito dopo un meteorite cade proprio sul faro della città disintegrandolo. Vince capisce che Dave può essere una minaccia e lo rinchiude nel portabagagli della sua auto. Arla è riuscita a trovare James ma ben presto si rende conto che le sue condizioni di salute sono pessime. Duke spiega ad Arla che l'unico modo per far guarire James è farlo rientrare nel fienile assieme ad Audrey. Dave, liberato da Dwight, si mette alla ricerca di Audrey. Al fienile, nel frattempo ricomparso, si ritrovano Duke, James, Arla, Nathan e Audrey. Seguono momenti di gran nervosismo, James peggiora di minuto in minuto, ma con uno scatto improvviso apre la porta e rientra nel fienile. Audrey decide di entrare e Nathan la segue. Il fienile, che esternamente è di legno e sembra molto trasandato, all'interno invece è una struttura moderna composta da stanze e corridoi completamente bianchi. Nathan si rende conto che il suo problema è scomparso e propone di distruggere il fienile. L'istante successivo i due si ritrovano di nuovo nel 1955 e assistono passivamente ad un tentativo da parte di due giovani (Vince e Dave) e una donna (Sarah) di far esplodere il fienile. Il tentativo fallisce miseramente, ma prima di entrare, Sarah chiede ai due amici di prendersi cura di suo figlio. I due chiedono a Sarah chi sia il padre ma lei risponde che il padre non è ancora nato. Nathan e Audrey tornano nuovamente all'interno di una delle stanze bianche e Howard spiega loro che quello che hanno visto è un ricordo. Nathan non crede che quel ricordo sia reale e così Howard li rimanda indietro nel tempo. In questo nuovo ricordo scopriamo un momento di grande intimità tra Sarah e il Nathan del 1955. Il ricordo termina e al ritorno nel fienile Audrey e Nathan non sono più assieme. Nathan trova James e gli rivela di essere suo padre. James rivela al padre che teme che sua madre lo stia cercando per ucciderlo. Pare infatti che la morte di una persona amata da Audrey possa far finire tutti i problemi per sempre. Fuori dal fienile, Duke rivela ad Arla di essere ancora innamorato di Audrey, mentre fanno la loro comparsa anche i membri della guardia capitanati con grande sorpresa da Vince. All'interno Nathan ritrova Audrey e le spiega che James è loro figlio. James chiede di poter rivedere Arla, ma una volta riportata all'interno il suo problema scompare svelandone così la vera identità. Arla in preda ad un attacco di nervi cerca di uccidere Audrey ma finisce col colpire James che cade a terra. Arla non si arrende ma al secondo tentativo ha la peggio e viene portata fuori dal fienile da Nathan. James ancora dolorante chiede scusa alla madre per aver creduto che volesse ucciderlo e le spiega come possono finire i problemi ad Haven. Audrey scopre così che dovrà decidere tra sparire per sempre o uccidere Nathan, la persona che ama. Howard ricompare intimandole di andare ma Audrey esce per un ultimo saluto a Vince, Dave, Dwight, Duke e infine Nathan, baciandolo intensamente con la promessa di ricomparire tra 27 anni. Nathan e Duke finiscono nuovamente col litigare mentre Audrey con uno scatto entra nel fienile. Nathan cerca in tutti i modi di entrare ma la porta ora è chiusa. Howard comparso all'esterno intima a Nathan di smetterla di prendersela col fienile. Ne scaturisce una sparatoria incrociata tra Nathan che colpisce Howard, Jordan che colpisce Nathan e Duke che colpisce Jordan. Howard caduto a terra inizia ad emanare luce e poco dopo scompare. La stessa luce inizia ad uscire anche dal fienile inghiottendo al suo interno Arla. Nathan, ferito gravemente, intima a Duke di andare a riprendere Audrey. Quest'ultimo, una volta avvicinatosi finisce per essere risucchiato a sua volta scomparendo davanti ad un disperato Nathan.